# 梅里爾島

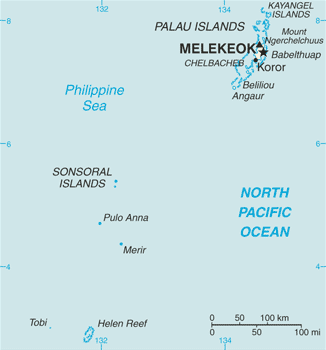

梅里爾島是太平洋島國帛琉的島嶼，長2.6公里、寬0.4公里，面積0.9平方公里，最高點海拔高度11米，該島被茂密的植被覆蓋，2000年島上居民只有5人，他們在西北岸居住。
4°19′N 132°19′E / 4.317°N 132.317°E